# Wacky Darts
Wacky Darts is een computerspel dat werd ontwikkeld door ontwikkeld door Blue Ribbon Software en uitgegeven door The Big Red Software Company. Het spel kwam als eerste in 1987 uit voor de MSX-computer. Later volgde ook andere homecomputers. Het spel is een dartsimulatie. De speler moet zo snel mogelijk 501 punten zien kwijt te raken en mag elke beurt drie pijlen gooien.

## Platforms
| Jaar | Platform                  |
| ---- | ------------------------- |
| 1987 | MSX                       |
| 1990 | Commodore 64, ZX Spectrum |
| 1991 | Amiga, Atari ST           |
| 1992 | Amstrad CPC               |

## Ontvangst
| Beoordeeld door  | Jaar         | Platform | Score |
| ---------------- | ------------ | -------- | ----- |
| Commodore Format | Commodore 64 | 1991     | 70%   |
| Amiga Power      | Amiga        | 1991     | 50%   |